# Корженевич Іван Петрович
Корженевич Іван Петрович  (05.09.1953 — 04.05.2012) народився в м. Придніпровськ Дніпропетровської обл. (з 1977 р. –  житловий масив Самарського району м. Дніпро), кандидат технічних наук, доцент кафедри «Проектування і будівництво доріг» в Дніпропетровському  національному університеті залізничного транспорту імені академіка В. Лазаряна (нині Дніпровському національному університеті залізничного транспорту ім. ак. В. А. Лазаряна), дійсний член Транспортної Академії України. Працював деканом будівельного факультету (1986—1992), завідувачем кафедри (1992—2004). Почесний працівник транспорту України.

## Біографія
- ·        1970-1975 рр. – навчався у  Дніпропетровському інституті інженерів залізничного транспорту (нині Дніпровський національний  університет залізничного транспорту ім. ак. В. А. Лазаряна).
- ·        1975 р. – асистент кафедри “Проектування і будівництва доріг”. [Архівовано 23 травня 2020 у Wayback Machine.]
- ·        1980-1982 рр. – навчання в аспірантурі в Дніпропетровському інституті інженерів залізничного транспорту (нині Дніпровський національний  університет залізничного транспорту ім. ак. В. А. Лазаряна).
- ·        1983 р. – захист кандидатської дисертацію на тему “Оптімізація траси залізниць”.
- ·        1984-2012 рр. – доцент каф. “Проектування і будівництва доріг” [Архівовано 23 травня 2020 у Wayback Machine.].
- 1986-1992 рр. – декан факультету “Організація будівництва та експлуатації доріг“. [Архівовано 18 травня 2020 у Wayback Machine.]
- 1992-2009 рр.  – завідувач кафедри “Проектування, будівництва доріг та геодезії".
- ·        2001-2012 рр. –  начальник рекламно-видавничого відділу ДНУЗТ.

## Науковий доробок
Під керівництвом Корженевича І. П.  кафедра проводить велику роботу з впровадження сучасної комп’ютерної техніки в навчальний процес. Розроблено програми для автоматизації багатоваріантних розрахунків у курсовому й дипломному проектуванні; впроваджено САПР-КРЕДО для автоматизованого проектування автодоріг і залізниць; комп’ютерні системи тестування знань студентів за різними дисциплінами. На базі кафедри здійснюється впровадження сучасних комп’ютерних технологій у видавничу справу в ДІІТі, упроваджуються INTERNET-технології. З 1995 року члени кафедри беруть активну участь у роботі Західного наукового центру Транспортної академії України, де проводять дослідження, пов’язані з визначенням ефективності контрейлерних перевезень, організацією пасажирського швидкісного сполучення та модернізацією ділянок транспортних коридорів у межах України.

## Найважливіші публікації
1. Корженевич И. П. Расчет переустройства кривых в декартовой косоугольной системе координат // В кн.: Вопросы проектирования и строительства железных дорог. – Сб. тр. ДИИТа, вып. 176/5 – Д.: ДИИТ, 1976. – С. 41-45
2. Проект реконструкции участка железнодорожной линии : Метод. указ. к дипл. и курс. проектир. / Б. В. Яковлев, И. П. Корженевич, Н. Б. Курган. - Днепропетровск : ДИИТ, 1978. - 64 с[1]
3. Проект реконструкции участка железнодорожной линии : метод. указ. по вып. УИРС и НИРС в курсовых и дипломных проектах / И.П. Корженевич, Н.Б. Курган, В.А. Фадеев. - Днепропетровск : ДИИТ, 1984. - 47 с
4. Железные дороги мира в XXI веке : Монография / Г. Н. Кирпа, В. В. Корниенко, А. Н. Пшинько, Е. П. Блохин, Б. Е. Боднарь, С. В. Мямлин, В. Н. Плахотник, И. П. Корженевич ; под ред. Г. Н. Кирпы. - Днепропетровск : Изд-во Днепропетр. нац. ун-та железнодорож. трансп. им. акад. В. Лазаряна, 2004. - 223 с [Архівовано 8 жовтня 2020 у Wayback Machine.]
5. Технічні вказівки з перевірки плану та повздовжнього профілю залізничної колії. ЦП 0124 : Затв. Наказом Укрзалізниці від 5.12.2004р. №971-Ц3 / М-во транспорту України. Держадміністрація залізничного транспорту України. Головне управління колійного господарства ; І.П. Корженевич, К.П. Мартова, М.Г. Ренгач, О.В. Гоц. - К. : Алькор, 2004. - 30 с.
6. Абітурієнт - 2004 [Електронний ресурс] : Дніпропетровський нац. ун-т залізничного транспорту ім. акад. В. Лазаряна / Роз. С.А. Гришечкін, І.П. Корженевич. - Електронні текстові дані. - Дніпропетровськ : ДІІТ, 2004.
7. [Архівовано 21 вересня 2020 у Wayback Machine.] Программа расчетов выправки плана железнодорожного пути в путевом хозяйстве "RWPlan" / И.П. Корженевич. - Днепропетровск : [б. и.], 2006. - 82 с.